# Hinterbrühl
Hinterbrühl osztrák mezőváros Alsó-Ausztria Mödlingi járásában. 2022 januárjában 3912 lakosa volt. 

## Elhelyezkedése

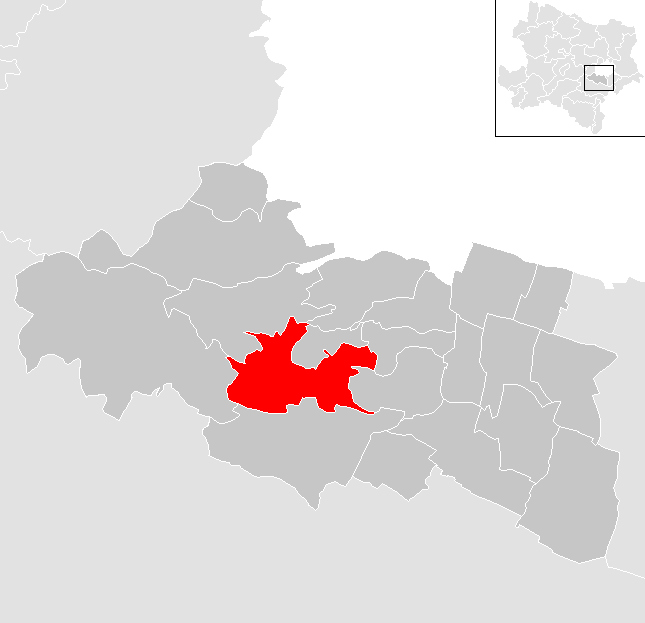
Hinterbrühl a Mödlingi járásban

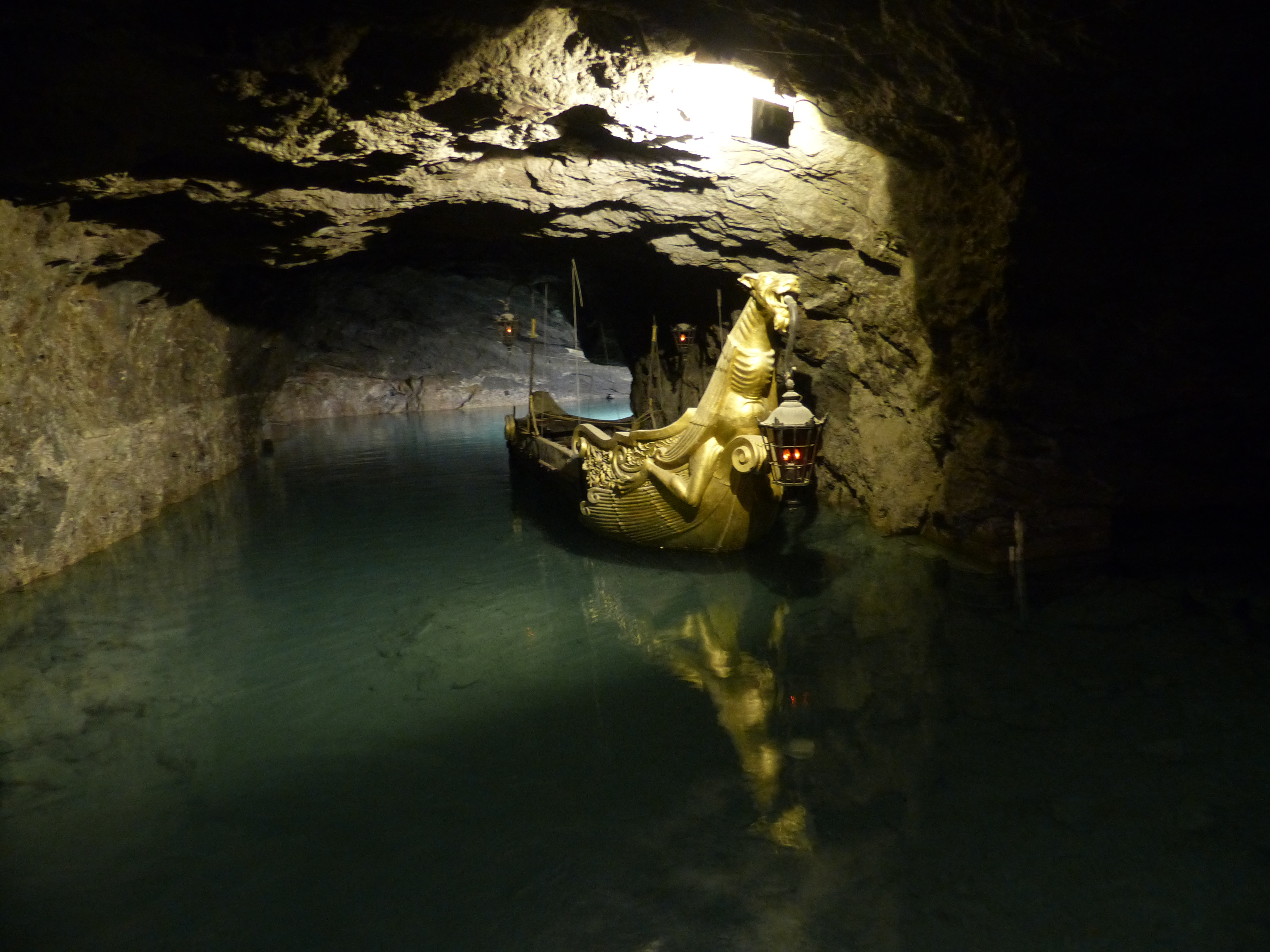
A Tóbarlang

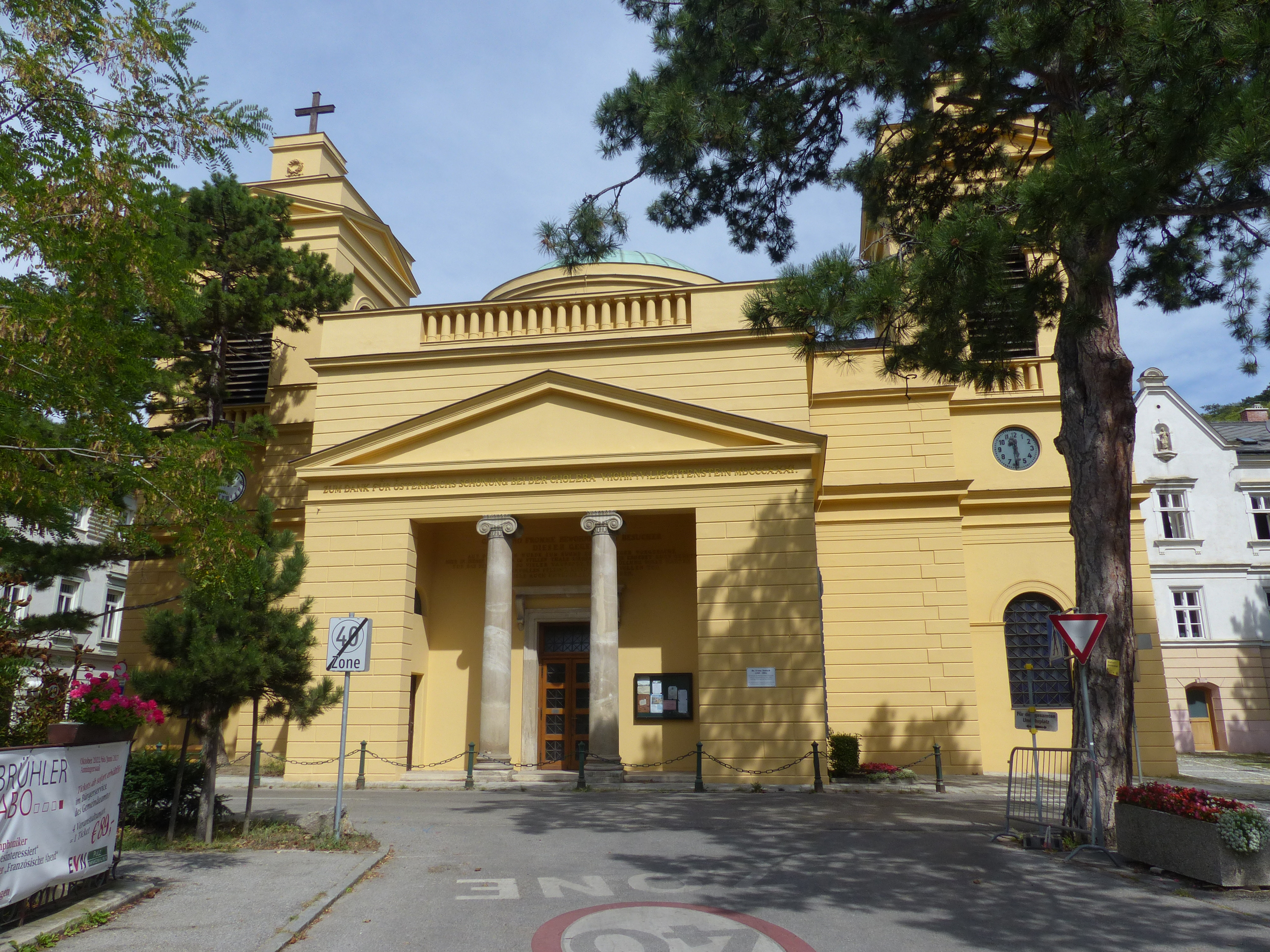
A Keresztelő Szt. János-plébániatemplom

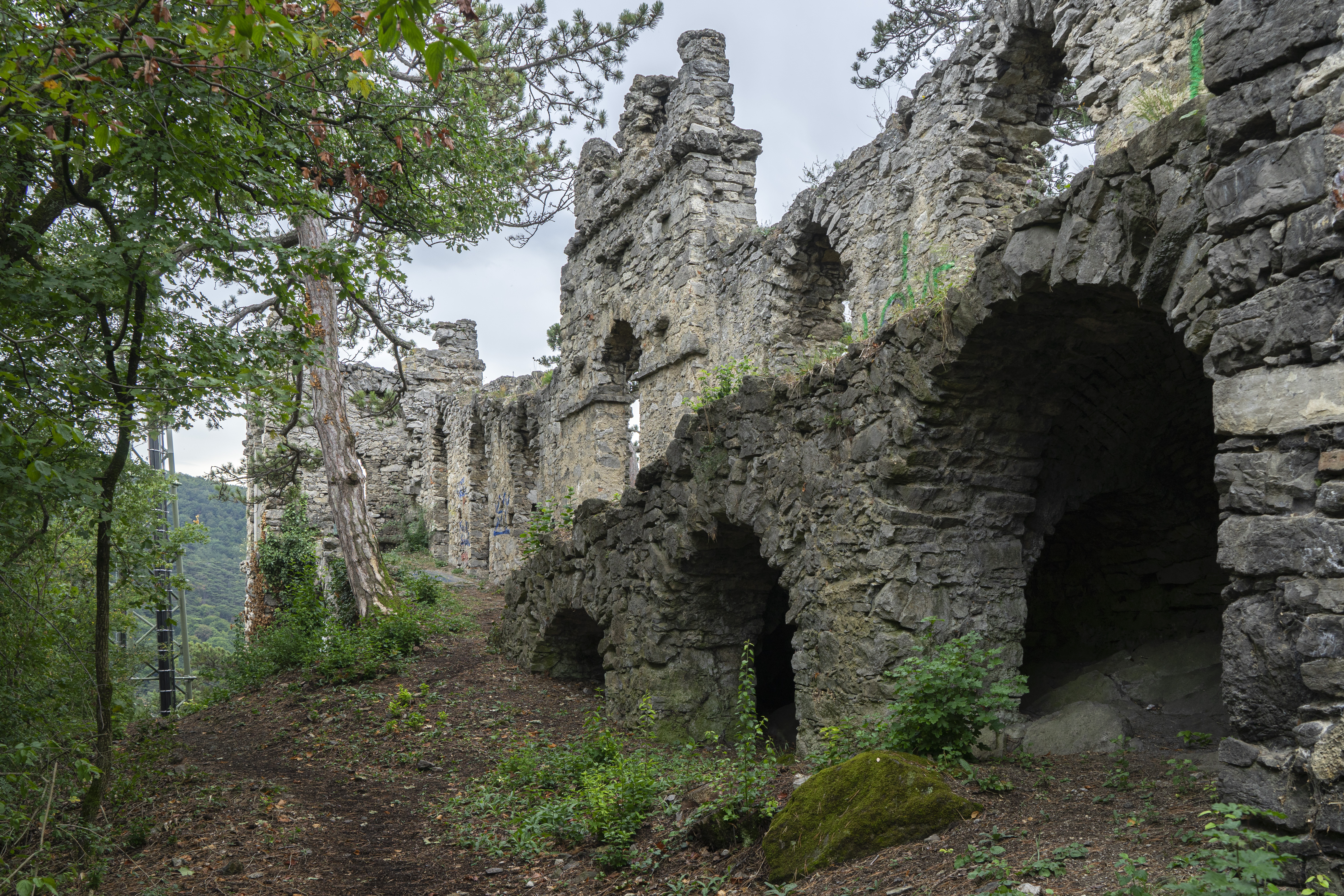
A Römerwand

Hinterbrühl a tartomány Industrieviertel régiójában fekszik, a Bécsi-erdő északkeleti peremén, a Mödlingbach folyó mentén. Területének 67,7%-a erdő, 11% áll mezőgazdasági művelés alatt. Az önkormányzat 4 települést és településrészt egyesít: Hinterbrühl (3342 lakos 2022-ben), Sparbach (254), Wassergspreng (21) és Weissenbach bei Mödling (295). 
A környező önkormányzatok: északra Gießhübl és Perchtoldsdorf, északkeletre Maria Enzersdorf, keletre Mödling, délre Gaaden, nyugatra Wienerwald, északnyugatra Kaltenleutgeben.

## Története
Hinterbrühlt 1182-ben említik először egy bizonyos Gerungus de průle nevében. A falut Bécs 1529-es és 1683-as ostromakor a törökök elpusztították, lakosait vagy megölték vagy rabszolgának hajtották el, ezért Stájerországból telepítették újra. A 19. század elején I. Johann von Liechtenstein romantikus parkrendszert építtetett, számos mesterséges rommal, amely Mödlingtől Sparbachig húzódott. A fővároshoz közeli, a Bécsi-erdőben fekvő településen számos művész töltötte az idejét, megfordult itt Franz Schubert, Ludwig van Beethoven, Ferdinand Raimund, Johann Nestroy vagy Ferdinand Georg Waldmüller.
Az 1848-as forradalmat követően létrejöttek az első önkormányzatok: Hinterbrühl község 1850-ben alakult meg. 1874-ben megalakult az önkéntes tűzoltóegylet, 1885-ben Hinterbrühlig meghosszabbították a Mödlingből kiinduló, elektromos meghajtású vasutat (a vonalat 1932-ben szüntették meg).  
Az 1938-as anschluss után a környező községek beolvasztásával létrehozták Nagy-Bécset; Hinterbrühl is a főváros 24. kerületéhez került. Önállóságát 1954-ben nyerte vissza. 1943 augusztusában létrehozták itt a mauthauseni koncentrációs tábor egyik altáborát, ahol a politikai foglyokat a Heinkel repülőgépgyár Tóbarlangban berendezett üzemében dolgoztatták. A front közeledtével a tábort felszámolták, 51 foglyot meggyilkoltak, 1884-et pedig gyalog Mauthausenbe küldtek; a halálmenetben további 204 fogoly vesztette életét.

## Lakosság
A hinterbrühli önkormányzat területén 2022 januárjában 3912 fő élt. A lakosságszám 1981 óta 4000 körül stabilizálódott. 2020-ban az ittlakók 87,5%-a volt osztrák állampolgár; a külföldiek közül 4,4% a régi (2004 előtti), 4,3% az új EU-tagállamokból érkezett. 1,5% az egykori Jugoszlávia (Szlovénia és Horvátország nélkül) vagy Törökország, 2,3% egyéb országok polgára volt. 2001-ben a lakosok 70,9%-a római katolikusnak, 7,5% evangélikusnak, 1,5% ortodoxnak, 1,1% mohamedánnak, 16,2% pedig felekezeten kívülinek vallotta magát. Ugyanekkor a legnagyobb nemzetiségi csoportokat a németek (91,1%) mellett a magyarok (1,8%), a szerbek (1,2%) és a horvátok (1,1%) alkották.
A népesség változása:

| 2016 | 4 024 |
| 2018 | 4 029 |

## Látnivalók
- a Tóbarlang (Seegrotte) 1912-ben jött létre, amikor a víz elárasztotta a korábbi gipszbányát és létrehozta Európa legnagyobb, 6200 m²-es földalatti tavát.
- a Keresztelő Szt. János-plébániatemplom
- a sparbachi Szt. Miklós-templom
- a Römerwand, Johannstein, Triumphbogen, Köhlerhütte mesterséges várromok
- a Sparbachi natúrpark

## Híres hinterbrühliek
- Oskar Karlweis (1894–1956) osztrák-amerikai színész

## Fordítás
- Ez a szócikk részben vagy egészben  a   Hinterbrühl című német Wikipédia-szócikk ezen változatának fordításán alapul.  Az eredeti cikk szerkesztőit annak laptörténete sorolja fel. Ez a jelzés csupán a megfogalmazás eredetét és a szerzői jogokat jelzi, nem szolgál a cikkben szereplő információk forrásmegjelöléseként.

## Kapcsolódó szócikk
- He 162